# Freier Androgenindex
Bei dem freien Androgenindex oder FAI handelte es sich um das molare Verhältnis von Gesamttestosteron in nmol/l zu Sexualhormon-bindendem Globulin (SHBG) in nmol/l multipliziert mit 100, dabei besitzt er als Größe der Dimension Zahl selbst keine Einheit.
FAI = total (gesamt) Testosteron (nmol/l) × 100 / SHBG (nmol/l).

## Tests
Zahlreiche medizinische Labore bieten entsprechende Tests an. In der Regel wird 1 ml Serum benötigt.

## Bewertung
Der FAI liefert einen Hinweis auf mögliche hormonelle Mangelerscheinungen bzw. reaktive hormonelle Überschusserscheinungen, das heißt, entweder zu wenig SHBG oder zu viel Testosteron liegen vor. Für ihn liegen keine standardisierten Rahmenwerte vor, lediglich gebräuchliche Wertebereiche als Indikator für Störungen. Die Werte reichen üblicherweise von 30 bis 150 und sind altersabhängig.
Die alleinige Bestimmung des im Körper vorhandenen Testosterons gibt keine klare Aussage über den Anteil an SHBG gebundenen und damit für die bioverfügbare Fraktion. Testosteron liegt nur zu einem kleinen Teil (1 bis 2 %) in freier Form vor und ist ansonsten an SHBG und andere Plasmaproteine (Albumin) gebunden. Die außerordentlich hohe Affinität zu SHBG liefert die Basis zur Bewertung über den FAI.
Blutentnahme sollte am Vormittag möglichst früh erfolgen (zwischen 7:00 und 10:00) auf Grund der tageszeitlichen Schwankungen, bei denen mit dem Tagesverlauf der Gehalt abnimmt.

## Referenzwerte
| Geschlecht | Alter            | Normwert |
| ---------- | ---------------- | -------- |
| Frauen     | altersunabhängig | < 5,5    |
| Männer     | 21–30            | 36–155   |
|            | 31–40            | 31–116   |
|            | 41–50            | 21–69    |
|            | 51–60            | 13–61    |
|            | 61–70            | 9–49     |
|            | >70              | 7–45     |

Werte unter 30 beim Mann weisen auf deutliche Mangelerscheinungen hin mit möglichen Auswirkungen wie Müdigkeit, erektile Dysfunktion, Osteoporose etc.